# 9094 Буцуен
9094 Буцуен (9094 Butsuen) — астероїд головного поясу, відкритий 16 листопада 1995 року.
Тіссеранів параметр щодо Юпітера — 3,295.